# Aseraggodes normani
Aseraggodes normani är en fiskart som beskrevs av Chabanaud, 1930. Aseraggodes normani ingår i släktet Aseraggodes och familjen tungefiskar. Inga underarter finns listade i Catalogue of Life.